# 治山正史
治山 正史（はるやま まさし、1964年12月22日 - ）は、日本の実業家。「紳士服はるやま」「Perfect Suit FActory」「紳士服マスカット」「紳士服モリワン」「フォーエル」などをチェーン展開するはるやま商事社長。創業者、治山正次の息子である。

## 人物・来歴
岡山県生まれ。「はるやま洋服店」を創業し、関西に紳士服チェーンを築いた父の跡を2003年継ぎ、全国にグループ400店舗以上にまで拡大。趣味はゴルフと読書、座右の銘は「受け継ぎて、国の司の身になれば、忘るるまじきは民の父母」（上杉鷹山）、「世の人は我を何とも言わば言え 我が成す事は我のみぞ知る」（坂本龍馬）。尊敬する人物は父、秋山好古、坂本龍馬。「弊社がなくなると生活が不便だなと思われる『インフラ企業』を目指している」。
2020年、新型コロナウイルス感染症(COVID-19)の感染拡大よる経営不振を理由に、その年の株主総会で、名誉会長に退いていた父や大株主である姉妹によって自身を含む経営陣の退任を要求された。一族対立が浮き彫りとなったが、過半数の支持が得られず正史の再任が承認された。

## エピソード
- 幼少期はまだ父の事業がまだチェーン化しておらず、実家は商店街の小さな洋服店だった。1～2階が売り場で、3～4階が住居、父母が共働きで切り盛りしていたという。「正史」の名の由来は、母に「正しく生き、歴史をつくれ」と言われたこと。「照れくさいのですが、子どもの頃から今もずっと、歴史に貢献することを考えて生きています」と語っている[3]。

- 地元の岡山大学に進学後、東京に行きたいと考え、立教大学に入学した。父の事業は好調だったが、父は厳しかったため、仕送りはなかった。正史は木造四畳半のアパートで生活し、強い西日があたっても「日焼けサロンの代わりにちょうどいい」とポジティブに考えた。4年間、様々なアルバイトに精を出し、なかでも交通量調査に携わったことを記憶しているという。排ガスで胸が苦しくなり、自動車のナンバープレートを12時間見続け、日当の6000円を眺め「これがおカネを稼ぐことか……」と考え込んだ[3]。

- 1989年に伊藤忠商事へ入社し、1994年にはるやま商事へ入社、「脚長スーツ」を流行させた。「女性向けに、細身の脚が長く見えるジーンズが売れたので、社内向けにこの形のスーツはつくれないかと提案した。すると周囲は『社長!!　ムリムリ、窮屈なスーツが売れるわけありません』と言ったが、オーダーメイド店に頼み、作ってもらうと「ムリと言った社員も含め『カッコイイ！』と言ってくれた」。この経験から、彼はどんな提案でも、面白ければ「やってみよう！」と前向きに話すことが口癖になったと言う。[4]。

- サッカー日本代表チームのユニフォーム素材を使った『アイシャツ』や、花粉などをカットできる『ガイアクリーンマフラー』などを販売し、商品開発の秘訣を問われると「どうせなら、ガッツポーズが出るような仕事がしたいですよね！」と述べた。スピード決断、スピード実行を旨とすることで、同社の特徴である新規性が高い商品開発の速度が上がると言う。「バンバン失敗し、バシバシとジャッジしないと、次が実験できません」と言い、「失敗しても、あとで笑い話になればいいじゃないですか！」とも述べている[3][4]。

## 言葉
- 「お客さまに『ありがとう』と言っていただけることは、小売に携わる者の勲章だ」。治山が子どもの頃、夜中、実家の小さな店の扉を誰かが叩いた。眠っていた両親が対応すると、祖父を亡くした若夫婦がいて「礼服がないから、なんとか明朝までに」と言った。両親は「大変だったね」とお茶を出し、礼服を仕上げ、若夫婦は何度も礼をして帰った。この体験から、上記の言葉が生まれた[3]。

- 「一流は、言動だけでなく、その奥にある「無意識」が違う」。数多くのアーティストや、アスリートのパフォーマンスを見るうちに気付いた。「ボクサーが倒され、立ち上がる時、無意識のうちに立ち上がっている人が多いんです。ピアニストも、上手い人は体が演奏を覚えている」[3]。